# Платек, Зенон
Зенон Платек (пол. Zenon Płatek; 6 сентября 1927, Яксице — 20 июня 2009, Варшава) — польский генерал коммунистической госбезопасности, руководитель спецгруппы «D» в 1973—1976, начальник IV (антицерковного) департамента МВД ПНР в 1981—1984. Организатор спецопераций против Католической церкви. Подозревался в причастности к покушению на Папу Римского Иоанна Павла II. Привлекался к суду по обвинению в организации убийства мученика Католической церкви Ежи Попелушко.

## Преследователь церкви и оппозиции
Окончил училище Корпуса внутренней безопасности. В 1953 поступил на службу в Министерство общественной безопасности ПНР в Жешуве. В 1959 прослушал профессиональные курсы Службы безопасности (СБ) в Легионово. Состоял в правящей компартии ПОРП.
В качестве офицера СБ Зенон Платек специализировался на антицерковной, антикатолической карательной политике. В 1968—1970 — заместитель начальника, в 1970—1974 — начальник 4-го отдела управления МВД Жешува. В 1973—1976 — руководитель спецгруппы «D» IV департамента МВД. В 1979—1981 — заместитель начальника, в 1981—1984 — начальник IV департамента. Организовывал нападения на католических паломников к Ясной Гуре, фабрикацию компромата, акции давления на священников и католических активистов.
Борьба против католической оппозиции являлась одним из главных направлений деятельности СБ МВД. Особенное значение это приобрело с 1978, после избрания Папой Римским польского кардинала Кароля Войтылы. Платек был одним из руководителей комплексной антикатолической спецоперации Triangolo. В 1979 Платек посетил Вену для координации действий в рамках операции. В это же время в Вене находился террорист Мехмет Али Агджа, совершивший 13 мая 1981 покушение на жизнь Папы Иоанна Павла II. Однако роль Платека в покушении достоверно не известна.
IV департамент МВД участвовал и в противоборстве правящей компартии ПОРП с профсоюзом Солидарность. Являлся карательным инструментом «партийного бетона». В марте 1981 полковник Платек осуществлял оперативное руководство силами милиции и госбезопасности в ходе Быдгощской провокации.

## Начальник убийц священника
В декабре 1981, сразу после введения военного положения, Зенон Платек был назначен начальником IV департамента МВД. Его заместителем являлся полковник Адам Петрушка, которому осенью 1984 была поручена нейтрализация ксендза Ежи Попелушко, капеллана подпольной Солидарности. По приказу Петрушки группа в составе капитана Пиотровского, поручика (лейтенанта) Пенкалы и поручика Хмелевского похитила Попелушко. Священник был подвергнут жестокому избиению, после чего убит.
Взрыв общественного возмущения и внутренняя борьба в верхушке ПОРП привели к аресту Петрушки, Пиотровского, Пенкалы и Хмелевского. Генерал Платек был отстранён от должности в IV департаменте (заменён полковником Барановским) и направлен в Прагу руководить оперативной группой СБ. Состоял в негласном штате V (экономического) департамента. На этом посту он оставался до расформирования СБ весной 1990.

## Уход от осуждения
Осенью 1990 Платек был арестован по обвинению в организации убийства Попелушко. Вместе с ним был привлечён к уголовной ответственности начальник СБ в 1980-х Владислав Цястонь. Основания для судебного преследования создали показания исполнителей убийства, которые сослались на распоряжение, полученное от Платека и Цястоня. Однако доказать факт отдачи приказа об убийстве не удалось, поскольку не нашлось документальных подтверждений прямого указания (буквально говорилось: «заставить молчать»). В 2000 и 2008 процесс против Платека прекращался по состоянию здоровья обвиняемого. Цястонь был оправдан за недостаточностью улик.

Платек был одной из главных фигур СБ. Конечно, он отвечает за серию преступных акций против Церкви. Он также символ беспомощности польского правосудия после 1989 года.— Антоний Дудек, профессор истории, сотрудник Института национальной памяти
Зенон Платек похоронен на Северном кладбище Варшавы.